# Thüringer Literaturpreis
Der Thüringer Literaturpreis wurde 2005 von der Literarischen Gesellschaft Thüringen e.V. in Weimar ins Leben gerufen und wird alle zwei Jahre verliehen.
Bis 2009 stiftete der Energiedienstleister Thüringer Energie das Preisgeld von zunächst 6.000 €. Erste Preisträgerin war die Literaturwissenschaftlerin Sigrid Damm, die die Auszeichnung im Deutschen Nationaltheater Weimar entgegennahm. Im Jahr 2011 erfuhr der Thüringer Literaturpreis eine Umstrukturierung. Seitdem wird die Auszeichnung von der Thüringer Staatskanzlei, der Sparkassen-Kulturstiftung Hessen-Thüringen und dem Thüringer Literaturrat e. V. verliehen. Zudem wurde das Preisgeld auf 12.000 € erhöht. 2019 fand der Festakt zur Verleihung des Preises in der Landeshauptstadt Erfurt statt.
Mit der Auszeichnung sollen gezielt zeitgenössische Autoren gewürdigt werden, die aus Thüringen stammen, dort leben oder deren Werke einen Thüringen-Bezug aufweisen. Die Auswahl der Preisträger erfolgt durch eine dreiköpfige unabhängige Jury.

## Preisträger
- 2005 Sigrid Damm
- 2007 Ingo Schulze
- 2009 Reiner Kunze
- 2011 Jürgen Becker
- 2013 Kathrin Schmidt
- 2015 Wulf Kirsten
- 2017 Lutz Seiler
- 2019 Sibylle Berg
- 2021 Steffen Mensching
- 2023 Daniela Danz
- 2025 Emma Braslavsky